# سواروف (ناحیه کلادنو)
سواروف (به چکی: Svárov) یک منطقهٔ مسکونی در جمهوری چک است که در شهرستان کلادنو واقع شده‌است. سواروف ۴٫۲۰ کیلومتر مربع مساحت و ۴۹۱ نفر جمعیت دارد و ۳۸۰ متر بالاتر از سطح دریا واقع شده‌است.